# Аузун-Узень
Аузун-Узень (з кримськотатарського «витікає з рота» або «з пащі») — назва ділянки течії річки яка витікає з Великого каньйону Криму, від джерела Панія до місця злиття з річкою Сари-Узень.
В Аузун-Узень впадає невеличка річка Йохаган-Су.

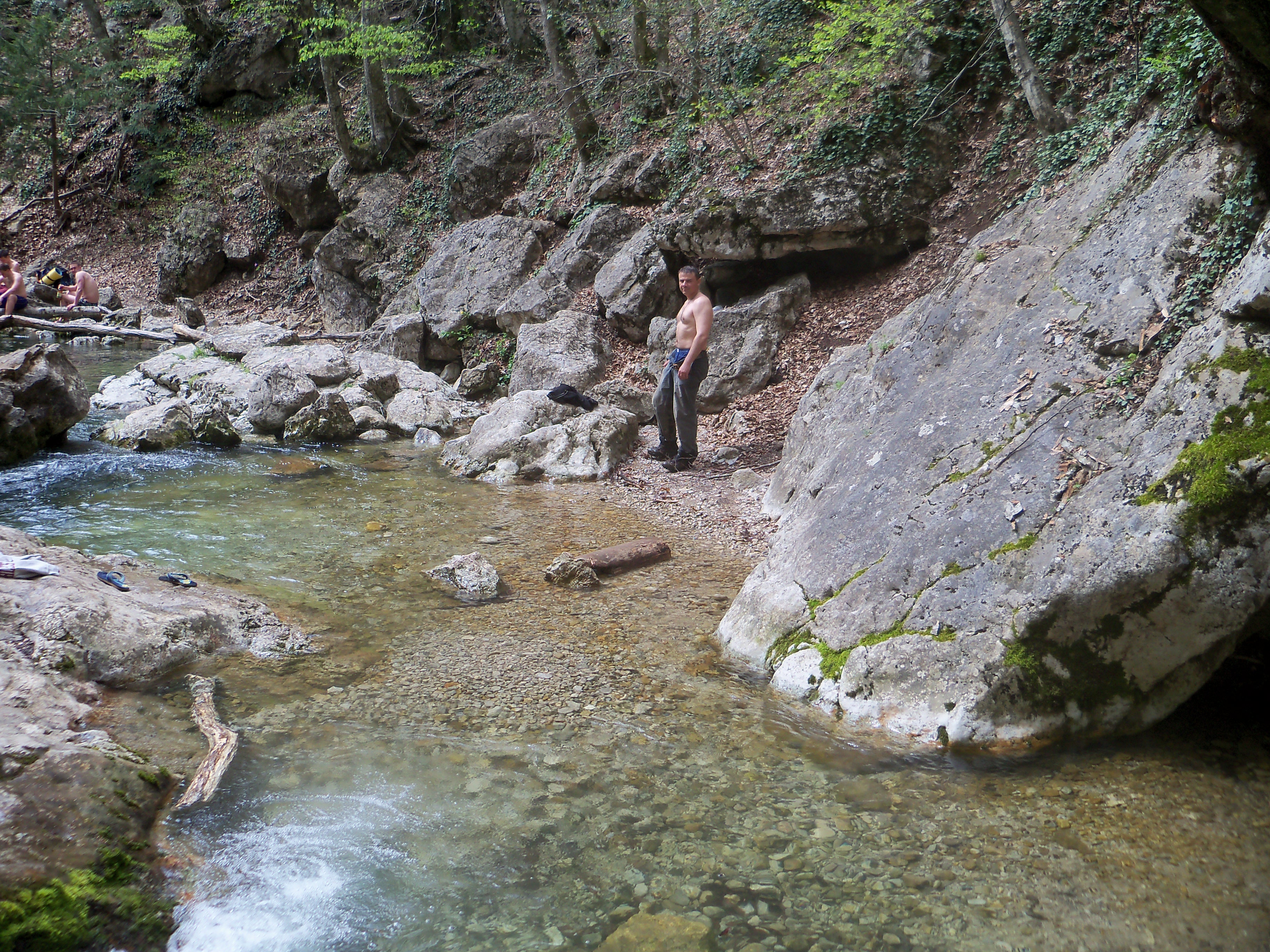
Аузун-Узень у Великому каньйоні

## Водойми

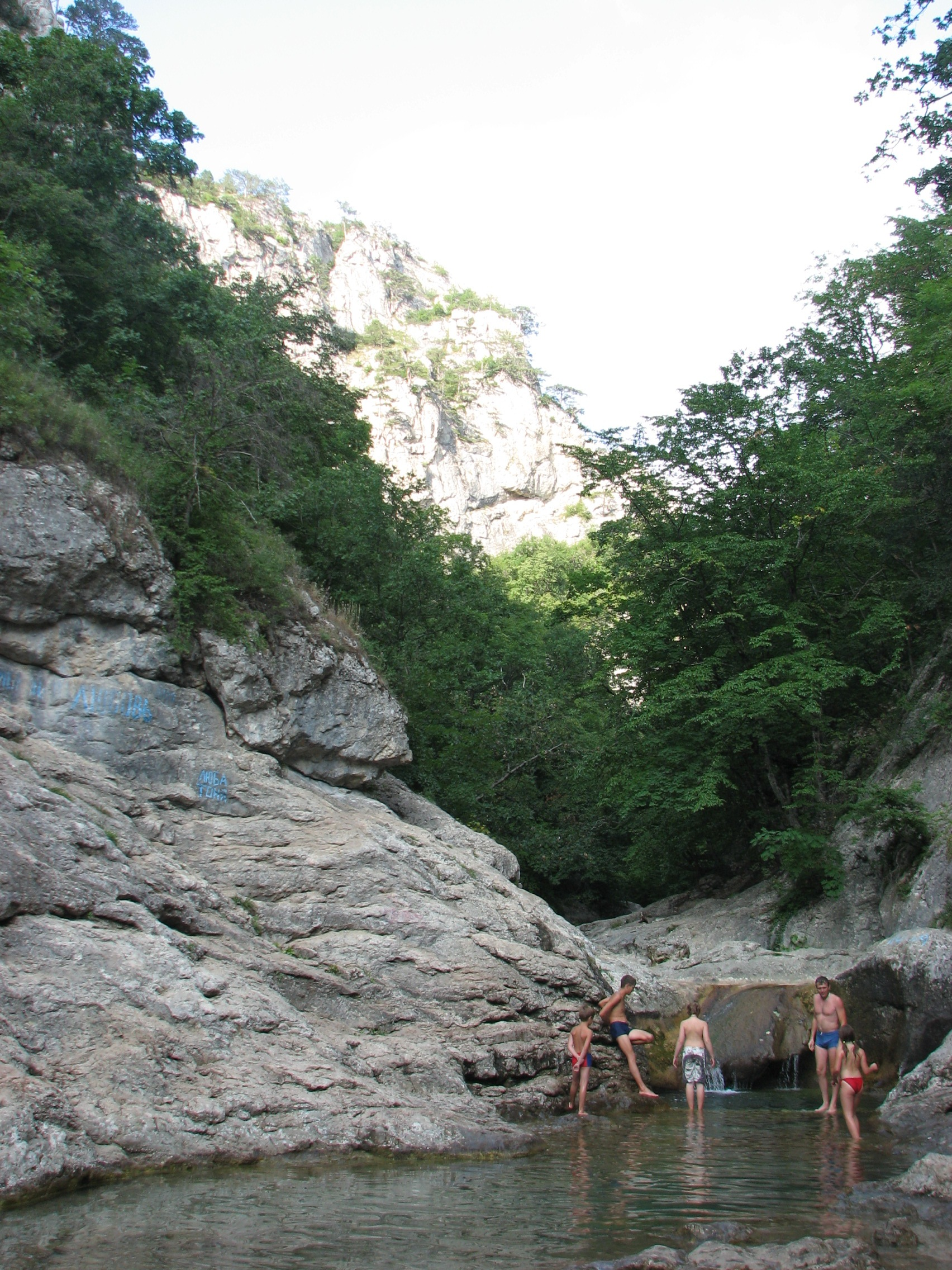
Ванна молодості

Ванна Молодості (або Кара-Голь — чорне озеро) — невелика водойма в середній течії річки. Є найбільш глибокою ерозійною заглибиною в вапняковому руслі річки, утвореною падаючою з триметрової висоти водою. Температура води у водоймі влітку становить не більше +9—11 °C. За легендою, людина, скупавшись у ній, стає молодшою. Популярне місце для купання.
Блакитне озеро (або озеро Любові) — невелика водойма в нижній течії річки. Є невеликим розливом річки в скельному руслі. Температура води влітку також близько +9—11 °C. Популярне місце для купання.